# Xã Sand Creek, Quận Union, Iowa
Xã Sand Creek (tiếng Anh: Sand Creek Township) là một xã thuộc quận Union, tiểu bang Iowa, Hoa Kỳ. Năm 2010, dân số của xã này là 243 người.